# Куминово (деревня, Московская область)
Куминово — деревня в Дмитровском районе Московской области, в составе сельского поселения Куликовское. Население — 0 чел. (2010). До 2006 года Куминово входило в состав Зареченского сельского округа.

## Расположение
Деревня расположена на северо-западе района, примерно в 24 км к северо-западу от Дмитрова, на одном из ручьёв бассейна реки Сестры, высота центра над уровнем моря 136 м. Ближайшие населённые пункты — Карамышево на северо-западе и Раменье на севере.

## Население
| 2002 | 2006 | 2010 |
| ---- | ---- | ---- |
| 3    | ↘2   | ↘0   |